# Indianoinocellia pilicornis
Indianoinocellia pilicornis är en halssländeart som först beskrevs av Carpenter 1959.  Indianoinocellia pilicornis ingår i släktet Indianoinocellia och familjen reliktsländor. Inga underarter finns listade i Catalogue of Life.